# Ayano Yamane
Pour les articles homonymes, voir Yamane.
Ayano Yamane (やまね あやの, Yamane Ayano) est une mangaka japonaise, née le 18 décembre 1977 au Japon. Elle est du groupe sanguin A.
Elle est spécialisée dans les mangas yaoi, présentant des relations sentimentales et sexuelles entre hommes. Ses séries Crimson Spell et Viewfinder sont les plus connues.